# ضع (شموع في المطر)
ضع (شموع في المطر) (بالإنجليزية: "Lay Down (Candles in the Rain)")‏، هي الأغنية الثانية من ألبوم المغنية الأمريكية ميلاني سافكا Melanie Safka لعام 1970 «شموع في المطر Candles in the Rain»، التي صدرت في مارس 1970 وكانت إنجازًا كبيرًا لها في الولايات المتحدة.
كان التسجيل تعاونًا بين ميلاني وفريق «إدوين هوكينز سينغرز Edwin Hawkins Singers»، الذي وصل إلى المراكز العشرة الأولى على المستوى الوطني العام السابق بأغنية «أيها اليوم السعيد Oh Happy Day».

## خلفية الأغنية
كتبت ميلاني الأغنية بعد أدائها في وودستوك في أغسطس 1969؛ وتصف كلمات الأغنية ما شعرت به ميلاني وهي تنظر إلى جمهور وودستوك وكأنهم بحر من الناس يضيء الشموع خلال موقع التصوير (على الرغم من أن معظم «الشموع» كانت في الواقع أعواد ثقاب أو ولاعات). كانت ميلاني غير معروفة إلى حد كبير عندما قدمت عرض وودستوك، وقالت ان والدتها اصطحبتها من منزلهم في البيرون بولاية نيوجرسي إلى بيثيل بنيويورك، حيث يقام المهرجان الغنائي الكبير في مزرعة تبعد 65 كيلومتر عن وودستوك. أضطرت والدتها لتركها تركب المروحية التي حملتها إلى خشبة المسرح. لم يكن لدى ميلاني أيضًا أي فكرة عن مدى ضخامة المهرجان واستغرق الأمر بعض الوقت لمعرفة أن حركة المرور الرهيبة التي واجهوها كانت قادمة من العرض، قالت: «تواصل الناس معي بسرعة حقًا ولقيت صدى على الفور مع 500000 شخص في تلك اللحظة»... «صعدت إلى خشبة المسرح شخص مجهول وخرجت وأنا من المشاهير».

## الأغنية على القوائم حول العالم
صعدت الأغنية إلى المركز السادس على قائمة بيلبورد، والمركز الثالث على قائمة كاش بوكس، كما احتلت المركز 23 على قائمة أفضل أغاني عام 1970. حققت الأغنية في هولندا وكندا (المركز الأول)، في أستراليا (المركز الثالث)، في فرنسا (المركز الرابع)، في بلجيكا (المركز 15).

## كلمات الأغنية
أضاءت أخوات الشمس الصغيرات Little sisters of the sun lit
شموع في المطر Candles in the rain
أطعم العالم على الشوفان والزبيب Fed the world on oats and raisins
شموع في المطر Candles in the rain
أضاءوا النار على الروح Lit the fire to the soul
الذي لم يعرف أصدقائه قط Who never knew his friends
يعيش ماهر بابا مرة أخرى Meher Baba lives again
شموع في المطر Candles in the rain
أن تكون هناك، هو أن تتذكر To be there is to remember
ضعها مرة أخرى Lay it down again
ضع Lay down
ضع Lay down
ضعها مرة أخرى Lay it down again
يمكن للرجال أن يعيشوا كأخوة Men can live as brothers
شموع في المطر.. Candles in the rain
ضع، ضع Lay down, lay down
ضع كل شيء Lay it all down
دع الطيور البيضاء تبتسم Let your white birds smile up
للذين يقفون ويتجهمون At the ones who stand and frown
كنا قريبين جدًا من بعضنا، لم يكن هناك مكان فارغ We were so close, there was no room
نزفنا داخل جروح بعضنا البعض We bled inside each other's wounds
لقد أصيبنا جميعًا بنفس المرض We all had caught the same disease
وكلنا نغني ترانيم السلام And we all sang the songs of peace
ضع، ضع Lay down, lay down
لذا ارفعوا الشموع عالياً So raise the candles high
لأنه إذا لم تفعل، فسنظل في الظلام طوال الليل Cause if you don't we could stay black against the night
أوه، ارفعهم عالياً مرة أخرى Oh, raise them higher again
وإذا قمت بذلك، يمكننا الا نبتل في المطر And if you do we could stay dry against the rain
ضع، ضع Lay down, lay down
كنا قريبين جدًا من بعضنا، لم يكن هناك مكان فارغ We were so close, there was no room
نزفنا داخل جروح بعضنا البعض We bled inside each other's wounds
لقد أصيبنا جميعًا بنفس المرض We all had caught the same disease
وكلنا نغني ترانيم السلام And we all sang the songs of peace
جاء البعض للغناء، وجاء بعضهم للصلاة Some came to sing, some came to pray
جاء البعض لإبعاد الظلام Some came to keep the dark away
لذا ارفعوا الشموع عالياً So raise the candles high
لأنه إذا لم تفعل، فسنظل في الظلام طوال الليل Cause if you don't we could stay black against the sky
أوه، ارفعهم عالياً مرة أخرى Oh, raise them higher again
وإذا قمت بذلك، يمكننا الا نبتل في المطر And if you do we could stay dry against the rain
ضع، ضع Lay down, lay down
(ذكر أسم مهر بابا (1894 - 1969) كان سيدًا روحيًا هنديًا ادعى أنه الصورة الرمزية لعصره)

## وصلات خارجية
- ضع (شموع في المطر)
- ضع (شموع في المطر)
- ضع (شموع في المطر)